# Клопова, Мария Эдуардовна
Мари́я Эдуа́рдовна Кло́пова (род. 16 мая 1973, Москва) — российский историк-славист, специалист по истории Украины XIX — первой половины XX вв. Кандидат исторических наук.

## Биография
Дочь советского и российского социолога Эдуарда Клопова. Окончила исторический факультет МГУ, кафедра истории России XIX-начала XX вв. (1995). В 2002 году поступила в аспирантуру Института славяноведения РАН.
Кандидат исторических наук (2010, тема диссертации «Национальные движения восточнославянского населения Галиции в контексте отношений России и Австро-Венгрии. 1898—1914 гг.»).
Старший научный сотрудник отдела восточного славянства Института славяноведения.
В 2016 году вышла монография Клоповой «Русины, русские, украинцы: Национальные движения восточнославянского населения Галиции в XIX — начале XX века» В этой работе она сумела дать детализированное хронологическое описание национальных процессов Галиции не с точки зрения телеологии «формированием нации» (подразумевающей послезнание какая именно нация в результате была сформирована), но подчёркивая вариативность этих процессов.

## Научные труды

### Монографии
- Клопова М. Э. Русины, русские, украинцы: Национальные движения восточнославянского населения Галиции в XIX — начале XX века. / Отв. ред. д-р ист. наук М. В. Лескинен. — М.: «Индрик», 2016. 280 с. SBN 978-5-91674-412-5

### Статьи
- Внешняя политика России и проблемы Галиции накануне Первой мировой войны (К постановке вопроса) // Вестник Московского университета. Серия 8. История. № 3 (1999). С. 36—47.
- Российские дипломаты о восточнославянских землях Австро-Венгрии в конце XIX-начале XX вв. // Четвертий міжнародний конгрес украïністів. Iсторія. Ч.1. Одеса-Київ-Львів, 1999. С. 301—306.
- Украинское движение Австро-Венгрии в оценке российских дипломатов // Славянский альманах 1999. М., 2000. С. 164—174.
- Регионы Украины и межрегиональное взаимодействие в концепции украинизации М. С. Грушевского (львовский период) // Белоруссия и Украина. История и культура. Ежегодник 2003. М., 2003. С. 207—222.
- Украинское движение в восточнославянских землях империи Габсбургов как фактор австро-российских отношений в начале XX в. // Регионы и границы Украины в исторической ретроспективе. М., 2005. С. 93—116.
- Защита на Днестре и Сане: «Русское движение» и его судьба накануне Первой мировой войны // Родина. № 3 (2010). С. 88—92.
- Восточнославянское население Галиции в годы Первой мировой войны // Славянский мир в эпоху войн и конфликтов XX века. Сб. статей. СПб., 2011. С. 94—107.
- «Русское дело» в Австро-Венгрии: участники, сторонники, оппоненты // Механизмы формирования этнокультурной идентичности: Россия, Украина, Белоруссия, Польша. М., 2011. С. 216—233.
- Национальные движения восточнославянского населения Австро — Венгрии глазами русских наблюдателей (конец XIX — начало XX веков) // Русские об Украине и украинцах. СПб., 2012. С. 284—337.
- Конференция «Романовы в дороге: путешествия и поездки членов царской семьи по России и за границу» (Москва, 12-13 ноября 2013 г.) // Славяноведение. № 4 (2014). С. 121—124.
- Опыт парламентаризма: Украинский клуб в общеавстрийском парламенте (1907—1914 гг.) // Славянский альманах 2013. М., 2014. С. 173—189.
- Национальные движения восточнославянского населения Галиции XIX—XX вв. в современной русской и украинской историографии // Славянский альманах. Вып. 1-2. М., 2015. С. 365—377.